# Carlos Kawai
Carlos Issamu Kawai (Santo André, 30 de julho de 1969) é um ex-mesa-tenista brasileiro.
Ele competiu em simples e duplas masculinas com Claudio Kano nos Jogos Olímpicos de Verão de 1988 e em duplas masculinas com Hugo Hoyama nos Jogos Olímpicos de Verão de 2000.